# Edgar Wallace
Richard Horatio Edgar Wallace (Greenwich, Inglaterra, Reino Unido, 1 de abril de 1875 – Beverly Hills, Estados Unidos, 10 de febrero de 1932) fue un novelista, dramaturgo y periodista británico, padre del moderno estilo thriller y aclamado mundialmente como maestro de la narración de misterio. Además es el autor del guion original de la película King-Kong.
En total, escribió más de 170 novelas, 18 obras de teatro y 957 cuentos, y sus obras fueron traducidas a 28 idiomas.  El crítico Wheeler Winston Dixon sugiere que Wallace se convirtió en una especie de chiste público por su prodigiosa producción. 

## Biografía
Nació en el número 7 de Ashburnham Grove, en el distrito londinense de Greenwich. Era hijo ilegítimo del actor Richard Horatio Edgar y de la actriz Marie (Polly) Richards. Su madre le hizo bautizar por un sacerdote católico y lo inscribió en el registro parroquial como hijo de «Walter Wallace», un personaje ficticio. Durante el parto, la madre de Wallace, le pidió a su matrona que buscara una pareja que acogiera al niño. La matrona le presentó a su amiga íntima, la Sra. Freeman, madre de diez hijos, cuyo esposo, George Freeman, era mozo del mercado de pescado de Billingsgate. 
Wallace, entonces conocido como Richard Horatio Edgar Freeman, tuvo una infancia feliz y para 1878, su madre ya no podía afrontar la pequeña suma que pagaba a los Freeman por el cuidado de su hijo y, en lugar de internarlo en un hospicio, los Freeman lo adoptaron.  Su padre adoptivo estaba decidido a asegurar que Richard recibiera una buena educación, y durante un tiempo Wallace asistió a St. Alfege con St. Peter's, un internado en Peckham, pero abandonó la educación a tiempo completo a los 12 años.
Entre los 12 y los 16 años trabajó como vendedor de periódicos en Ludgate Circus, en varias imprentas, una zapatería, una fábrica de impermeables, como cocinero en un buque, como albañil y como repartidor de leche.
Wallace se alistó en el ejército británico bajo el nombre de Edgar Wallace, en honor al autor de Ben-Hur, Lew Wallace. Prestó sus servicios en el Regimiento Real de West Kent, en Inglaterra, de 1893 a 1896, y en el Cuerpo Sanitario Militar de Sudáfrica de 1896 a 1899; compró su renuncia militar en 1899 para dedicarse al periodismo.
En 1901, durante su estancia en Sudáfrica, Wallace se casó con Ivy Maude Caldecott (1880?–1926),  a pesar de que su padre, el reverendo William Shaw Caldecott, misionero wesleyano, se oponía firmemente al matrimonio. La primera hija de la pareja, Eleanor Clare Hellier Wallace, falleció repentinamente de meningitis en 1903, y la pareja regresó a Londres poco después, muy endeudada.
Durante la Primera Guerra Mundial sirvió como subinspector de la sección de Lincoln's Inn de la Policía Especial (para velar por la seguridad del Palacio de Buckingham), y trabajó para el Ministerio de la Guerra como interrogador especial de los ex prisioneros procedentes de los campos de concentración alemanes. Fue corresponsal en Sudáfrica de la agencia Reuters (1899-1902) y del Daily Mail (1900-1902); fundó y dirigió el Rand Daily Mail, de Johannesburgo (1902-1903); dirigió The Week-End Racing Supplement y la sección de carreras de caballos del Evening News (1910-1912); fundó los periódicos deportivos Bibury's Weekly y R. E. Walton's Weekly (1913); dirigió Ideas y The Story Journal (1913); colaboró en Town Topics, que luego dirigió (1913-1916); fundó The Bucks Mail (1930); dirigió, solo nominalmente, la revista Hush (1930-1931); dirigió el Sunday News (1931). Colaboró asimismo en más de cincuenta publicaciones periódicas de Sudáfrica, Inglaterra y Estados Unidos. Fue presidente reelegido del Club de la Prensa (1923-1924) y fundó el Press Club Fund, institución benéfica para periodistas, aún vigente. Instituyó el Derby Lunch (1923), comida anual en honor de la Carrera Derby, y motivó al Jockey Club para que modificase el reglamento de las carreras de caballos (1929).
Dirigió varias obras teatrales, así como las películas Red Aces (1929) y The Squeaker (1930), basadas en obras suyas. Trabajó como actor en The Crimson Circle, inspirada en su famosa novela El Círculo Carmesí (1929). Presidió la junta directiva de la compañía cinematográfica British Lion Film Corporation a partir de 1927. En 1931 se presentó como candidato al Parlamento por el Partido Liberal, sin éxito. Ese mismo año marchó a Hollywood, donde falleció después de escribir para la R.K.O. el guion original de King Kong (10 de febrero de 1932).
Escribió poesía, artículos, crítica teatral (en el Morning Post), teatro, cine, cuentos, historia y novelas. Su labor periodística le puso en contacto frecuente con el mundo del crimen. Tan pronto se encontraba investigando el rapto de un embajador en Marruecos como averiguando en el Congo si los funcionarios belgas practicaban la tortura, o sonsacando por los barrios bajos de Vigo a un contramaestre ruso el motivo de que su barco hubiera disparado contra la costa inglesa (por esta causa, el contramaestre fue ejecutado tras sufrir un consejo de guerra).
Visitaba con frecuencia Old Bailey (Tribunal de lo Criminal, en Londres) para hacer sus reportajes, e interrogaba a condenados a muerte (llegó a ofrecer 5 000 libras al Dr. Armstrong para que le confesase la historia completa de sus envenenamientos). Invitaba a comer a ex presidiarios y gustaba de relacionarse con personajes del hampa, hasta el punto de que estuvo asociado durante seis meses con "Ringer" Barrie, estafador del mundo de las carreras de caballos, a quien alquiló un negocio ilegal donde se vendían tips (pronósticos hípicos confidenciales) a cinco libras.
En tres ocasiones practicó la estafa por correo para estudiar las técnicas con que se realiza. El resultado fue el interesante artículo "Yo pude haber sido un delincuente con éxito". Era asiduo lector del Police Journal, una publicación reservada a la Policía y que él recibía periódicamente, y conocía la obra de criminalistas clásicos como Mantegazza y Krafft-Ebing. Su prestigio como conocedor del mundo del crimen motivó que la policía alemana reclamara su ayuda para atrapar al "Vampiro de Dusseldorf", y que se le nombrase subinspector de la Policía Especial para proteger la vida de Su Majestad.

## Muerte
En diciembre de 1931, Wallace recibió el encargo de trabajar en la película de la RKO "Gorilla Film" (King Kong, 1933) para el productor Merian C. Cooper. Sin embargo, a finales de enero, comenzó a sufrir fuertes y repentinos dolores de cabeza y le diagnosticaron diabetes. Su estado empeoró en cuestión de días, entró en coma y falleció a causa de la enfermedad, combinada con una neumonía doble, el 10 de febrero de 1932 en North Maple Drive, Beverly Hills.  Las banderas en las oficinas del periódico de Fleet Street ondeaban a media asta y la campana de St. Bride's tañó en señal de duelo. Su cuerpo fue devuelto a Inglaterra y enterrado en el cementerio de Little Marlow, en Fern Lane, Buckinghamshire, no lejos de su casa de campo en el Reino Unido, Chalklands, en Bourne End.
A pesar de su éxito posterior, Wallace había acumulado enormes deudas, algunas de las cuales aún perduraban tras sus años en Sudáfrica, muchas de ellas con corredores de apuestas hípicas. Las cuantiosas regalías de sus obras, enormemente populares, permitieron liquidar la herencia en dos años.

## Obra literaria
Edgar Wallace creó el thriller con su novela Los cuatro hombres justos (1905), y consolidó este género narrativo con su obra posterior. Las investigaciones detectivescas realizadas en sus novelas requieren siempre un profesionalismo, y suelen desplegarse con el concurso de la maquinaria policial, lo que las diferencia de la corriente de la «novela problema» o «novela enigma», donde se supone que el lector dispone de todos los indicios necesarios para resolver por sí mismo el misterio, rivalizando así con el protagonista de la narración, generalmente un detective aficionado. No obstante, Wallace sí brinda frecuentemente al lector la posibilidad de ejercer sus propias dotes de detección. Recordemos como ejemplo los problemas de habitación cerrada planteados en The Four Just Men (1905), The Clue of the Twisted Candle (1917) (traducida como El misterio de la vela doblada) o The Clue of The New Pin (1923) (La pista del alfiler). No obstante, incluso en estas novelas prepondera la acción sobre el análisis. Esto se debe a que, como cultivador del thriller (narración inquietante), Wallace da preferencia a la tensión dramática y a la unidad narrativa sobre la lenta exposición de indicios característica de la «novela enigma».
Esta estructura externa ha llamado a menudo a engaño a los críticos, que han creído ver en él más un autor de novelas de aventuras criminales que un cultivador de novelas detectivescas. En Wallace, los elementos del enigma están diluidos en la acción. Son sucesos aparentemente incongruentes, y es precisamente esta incongruencia la que actúa como acicate de la curiosidad del lector. Solo al final encajan las piezas del rompecabezas, y una nueva lectura de la narración pone de relieve que los indicios ya habían sido expuestos, y de manera tan evidente que resulta admirable cómo el lector no había caído en la cuenta de su significado.
Cuando el inspector Parr, en el capítulo IX de El círculo carmesí, dice, sin que venga a cuento, que «los hijos son una gran responsabilidad», el lector medio pasa por alto la frase, considerándola posiblemente como una pequeña extravagancia; pero si relee el libro advierte su significado a la luz de la solución final. Es debido a esta duplicidad suceso-significado intelectual que Wallace se distingue de la generalidad de los cultivadores del thriller. Con una mano escribe una novela sensacionalista y con la otra despliega un enigma dirigido a la mente.
La reputación de Wallace dista de estar limitada a su éxito mundial como cultivador de la novela de misterio. Existen numerosos aficionados a este autor que nunca leen novelas de detectives. Unos buscan el humor de la serie de Evans El Ilustrado, que recuerdan el casticismo de nuestro Arniches y el ingenio de nuestra picaresca; otros, los aficionados a la narrativa clásica de temas exóticos, tienen predilección por los cuentos ambientados en África; otros, en fin, prefieren los irónicos artículos periodísticos publicados en el Daily Mail (cuya lectura recomendó James Joyce).
En sus momentos mejores, Edgar Wallace se caracteriza por la viveza chispeante del diálogo, el interés hipnótico de la narración, el ingenio límpido y cristalino de los desenlaces, la agudeza del humor, el aliento juvenil de la aventura, el certero diseño del mundo de la picaresca londinense y la audacia imaginativa de los argumentos; en sus momentos peores adolece de mecanicismo, autorrepetición, abuso del factor coincidencia y descuido general en la urdimbre de la trama. Sus novelas no tienen la xenofobia propia de sus contemporáneos ("Sapper", por ejemplo), pese a que se le ha querido acusar de tal. Es cierto que las narraciones ambientadas en África están enmarcadas en un entorno colonialista, pero no todas las virtudes están achacadas a la raza blanca, ni todos los defectos a la nativa. En las narraciones detectivescas, los protagonistas suelen ser ingleses, pero también los hay de otras etnias: el chino Yeh Ling, tan distinto del «oriental siniestro» propugnado por Sax Rohmer, es uno de los protagonistas de La pista del alfiler; el judío Israel Kensky es la figura central de The Book of All Power (1921) (El libro de la omnipotencia), y entre los miembros integrantes de Los cuatro hombres justos figuran un francés y un español. Rome, creada para los escenarios de Londres y Estados Unidos, tiene música de José Padilla.

### Poesía
- 1895 Songs (Canciones)
- 1898 The Mission That Failed! A Tale of the Raid and Other Poems
- 1900 Nicholson's Nek
- 1900 War! and Other Poems
- 1900 Writ in Barracks

### Volúmenes de relatos africanos
- 1911 Sanders of the River
- 1911 The People of the River (La Gente del Río)
- 1914 Bosambo of the River (Bosambo del Río)
- 1915 Bones (Bones)
- 1917 The Keepers of the King's Peace
- 1918 Lieutenant Bones
- 1922 Sandi the Kingmaker
- 1923 Bones of the River (Huesos en el Río)
- 1926 Sanders (Sanders)
- 1928 Again Sanders

### Novelas policiacas y de misterio
- 1905 The Four Just Men (Los Cuatro Hombres Justos)
- 1908 Angel Esquire (El Jeroglífico)
- 1908 The Council of Justice (El Tribunal de Justicia)
- 1910 The Nine Bears (otros títulos: The Other Man; Silinski, Master Criminal; The Cheaters) (Los Nueve Osos)
- 1913 The Fourth Plague (La Cuarta Plaga)
- 1913 Grey Timothy (otro título: Pallard the Punter) (El Hombre Gris)
- 1915 The Man Who Bought London (El hombre que compró Londres)
- 1915 The Melody of Death (La Melodía de la Muerte)
- 1916 A Debt Discharged (Deuda saldada; otros títulos: Una deuda pagada; El millonario desaparecido)
- 1916 The Tomb of Ts'in
- 1917 The Just Men of Cordova (Los Hombres Justos de Córdoba)
- 1917 The Secret House (La Casa Secreta; otro título: La Estancia Secreta)
- 1918 The Clue of the Twisted Candle (La pista de la vela doblada; otro título: El misterio de la vela doblada)
- 1918 Down Under Donovan (El hombre que jugó)
- 1919 The Green Rust (El óxido verde)
- 1919 Kate Plus Ten (El robo del tren)
- 1919 The Man Who Knew (El hombre que lo sabía)
- 1920 The Daffodil Mystery (otro título: The Daffodil Murder) (El misterio de los narcisos)
- 1920 Jack O'Judgement (Jack el Justiciero; otros títulos: La Sota de Bastos; La Sota Justiciera)
- 1922 The Angel of Terror (El Ángel del Terror)
- 1922 The Crimson Circle (El Círculo Carmesí; otro título: El Círculo Rojo)
- 1922 The Flying Fifty-Five
- 1922 Mr. Justice Maxell (otro título: Take-a-chance, Anderson) (El juez Maxell)
- 1922 The Valley of Ghosts (El Valle de los Fantasmas)
- 1923 The Clue of the New Pin (La pista del alfiler; otro título: El secreto del alfiler)
- 1923 The Green Archer (El Arquero Verde)
- 1923 The Missing Million (El millón desaparecido; otro título: El misterioso Kupie)
- 1924 The Dark Eyes of London (otro título: The Croakers) (Los Ojos Misteriosos de Londres; otro título: Los Bandidos Ciegos de Londres)
- 1924 The Face in the Night (otros títulos: The Diamond Men; The Ragged Princess) (El rostro en la noche; otro título: El comprador de diamantes)
- 1924 Room 13 (El cuarto número 13; otro título: Un gran policía)
- 1924 The Sinister Man (El hombre siniestro)
- 1924 The Three Oak Mystery (El misterio de los tres robles; otro título: El misterio de "Tres Robles")
- 1925 The Blue Hand (otro título: Beyond Recall) (Mano Azul)
- 1925 The Daughters of the Night (Las Hijas de la Noche)
- 1925 The Fellowship of the Frog (La Banda de la Rana)
- 1925 The Gaunt Stranger (otros títulos: The Ringer; Police Work). Nota: The Ringer es la novelización del drama teatral del mismo título, el cual estaba basado en The Gaunt Stranger, pero con un argumento muy modificado, por lo que pueden considerarse obras distintas. La versión española de The Gaunt Stranger es El Transformista, y la de The Ringer se titula El Campanero.
- 1925 A King by Night (Rey en la sombra)
- 1925 The Strange Countess (otro título: The Sins of the Mother) (La extraña condesa)
- 1926 The Avenger (otros títulos: The Hairy Arm; The Extra Girl) (El vengador; otro título: El Cazador de Cabezas)
- 1926 The Black Abbott (El Abad Negro; otros títulos: El Monje Negro; El Abate Negro)
- 1926 The Day of Uniting (El Día de la Concordia)
- 1926 The Door With Seven Doors (La puerta de las siete cerraduras; otro título: La puerta de las siete llaves)
- 1926 The Joker (otros títulos: The Colossus; The Park Lane Mystery) (El bromista; otro título: La última jugada)
- 1926 The Man from Morocco (otros títulos: The Black; Souls in Shadows) (El hombre de Marruecos)
- 1926 The Million Dollar Story
- 1926 The Northing Tramp (El vagabundo del norte; otro título: El vagabundo aristocrático)
- 1926 'Penelope' of the Polyantha (Penélope del Polyantha; otro título: El misterio del barco negro)
- 1926 The Square Emerald (otros títulos: The Girl From Scotland Yard; The Woman) (La esmeralda cuadrada)
- 1926 The Terrible People (otro título: The Gallows' Hand) (La Gente Terrible)
- 1926 We Shall See (otro título: The Gaol Breakers) (¡Ya lo veremos!)
- 1926 The Yellow Snake (otro título: The Black Tenth) (La Serpiente Amarilla; otro título: La Culebra Amarilla)
- 1927 Big Foot (Pies Grandes; otro título: Pie Grande)
- 1927 The Feather Serpent (otros títulos: Inspector Wade; Inspector Wade and The Feather Serpent) (La Serpiente de Plumas; otro título: La Serpiente Emplumada)
- 1927 Flat 2 (otros títulos: En el segundo piso; Piso 2º; El cofrecillo de doble fondo; El doctor Warden)
- 1927 The Counterfeiter (otros títulos: The Clever One; The Counterfeiter) (El falsificador)
- 1927 The Hand of Power (otro título: The Proud Sons of Ragusa) (La Mano Poderosa)
- 1927 The Man Who Was Nobody (El hombre que no era nadie)
- 1927 Number Six (otro título: Number Six and the Borgia) (Número Seis)
- 1927 The Squeaker (otros títulos: The Squealer; The Sign of the Leopard) (El delator)
- 1927 Terror Keep (El Guardián del Terror; otro título: La Casa del Terror)
- 1927 The Traitor's Gate (La Puerta del Traidor; otro título: La Puerta de los Traidores)
- 1928 The Double (otro título: Sinister Halls) (El doble)
- 1928 The Flying Squad (La Brigada Móvil)
- 1928 The Gunner (otros títulos: The Children of the Poor; Gunman's Bluff) (El Pistolero)
- 1928 The Thief in the Night (El ladrón nocturno)
- 1928 The Twister (El Zorro; otro título: El Tortuoso)
- 1929 Four Square Jane (otro título: The Fourth Square) (La enigmática Jane)
- 1929 The Golden Hades (otro título: Stamped in Gold) (El ídolo de oro)
- 1929 The Green Ribbon (La cinta verde)
- 1929 The India Rubber Men (otros títulos: Wolves of the Waterfront; The Pool) (Los Hombres de Goma; otro título: La Banda de los Hombres de Goma)
- 1929 The Terror (El Terror, incluido en el volumen El Terror y otras historias sorprendentes)
- 1930 The Calendar (El billete de cien libras; otro título: El Carrerista)
- 1930 The Clue of the Silver Key (otro título: The Silver Key) (La pista de la llave de plata; otro título: El rastro de la llave de plata)
- 1930 The Lady of Ascot (La dama de Ascot)
- 1930 White Face (El hombre del antifaz blanco; otro título: Máscara Blanca)
- 1931 The Coat of Arms (otro título: The Arranways Mystery) (El escudo de armas)
- 1931 The Devil Man (otros títulos: Sinister Street; The Life & Death of Charles Peace; Silver Steel) (El hombre diabólico)
- 1931 The Man at the Carlton (otros títulos: His Devoted Squealer; The Mystery of Mary Grier) (El hombre del hotel Carlton)
- 1931 On the Spot (En el rodal; otro título: Baja traición)
- 1932 The Frightened Lady (otros títulos: The Case of the Frightened Lady; The Mystery of the Frightened Lady; Criminal At Large) (La dama atemorizada o Los crímenes del pañuelo indio; otro título: La muchacha aterrorizada)
- 1932 When the Gangs Came to London (otros títulos: Scotland Yard's Yankee Dick; The Gangsters Come to London) (Gánsteres en Londres)

### Relatos protagonizados por Evans El Ilustrado
A. Educated Evans (Webster Publications, 1924).
Edición española: Evans el Ilustrado (Editorial Bruguera: Barcelona, enero de 1945). Número 2 de la Colección Alondra. Comprende los relatos siguientes:
- 1. The Brotherhood (La Hermandad),
- 2. Mr. Homaster’s Daughter (La hija del señor Homaster)
- 3. The Coop (El “Coop”).
- 4. The Snout (El Soplón)
- 5. Mr. Kirz Buys a £5 Special (El señor Kirz compra un “especial de cinco libras”)
- 6. Micky the Shopper (Micky el “Ventajista”)
- 7. The Dreamer (La soñadora)
- 8. The Gift Horse (Evans, propietario de caballos)
- 9. Straight from the Horse’s Mouth (Directamente de la boca del caballo)
- 10. The Goods (El triunfo de los números)
- 11. The Perfect Lady (Una señora perfecta)
- 12. The Proud Horse (Un caballo orgulloso)
- 13. Through the Card (El despertar de Evans)

B. More Educated Evans (Webster Publications, 1926).
Edición española: Otra vez Evans (Editorial Bruguera: Barcelona, mayo de 1945). Número 11 de la Colección Alondra. Comprende los relatos:
- 1. The Return of the Native (El retorno del nativo)
- 2. A Souvenir (Un recuerdo)
- 3. The Maker of Winners (El artífice de ganadores)
- 4. A Judge of Racing (Un juez de las carreras)
- 5. An Amazing Selection (Una selección asombrosa)
- 6. A Good Gallop (Un buen galope)
- 7. A Horse of the Same Colour (Dos caballos del mismo color)
- 8. Mixing It (La “mezcla”)
- 9. The Freak Dinner (Un banquete extravagante)
- 10. The User of Men (La descalificación)
- 11. The Lady Watch Dog (La señorita perro de guarda)
- 12. The Journalist (El periodista)

C. Good Evans (título alternativo: The Educated Man-Good Evans) (Webster Publications, 1927).
Edición española: Evans el Bueno (Editorial Bruguera: Barcelona, agosto de 1945). Número 21 de la Colección Alondra. Contiene las narraciones:
- 1. A Change of Plan (Un cambio de plan)
- 2. Mr. Evans Does a Bit of Gas Work (El señor Evans adivina un poco)
- 3. Education and Combinations (Ilustración y combinaciones)
- 4. The Other Lubeses (Los otros Lubes)
- 5. Mr. Evans Pulls Off a Real Coop (El señor Evans desbarata un verdadero “coop”)
- 6. The Nice-Minded Girl (Una inocente señorita)
- 7. The Musical Tip (El consejo musical)
- 8. Psychology and the Tipster (Evans “El Bueno”, numerado 9)
- 9. The Showing up of Educated Evans (Una exhibición de Evans “El Ilustrado”, numerado 8)
- 10. The Subconscious Mind (El espíritu subconsciente)
- 11. Mr. Evans Has a Well Screwed Head (El señor Evans tiene una cabeza bien atornillada)
- 12. The Twisting of Arthur Colleyborn (La señorita Arabella)
- 13. The Kidnapping of Mr. Evans (El secuestro del señor Evans)
- 14. Educated Evans Declares to Win (Evans “El Ilustrado” declara que ganará)
- 15. For Evans’ Sake (Por amor a Evans)
- 16. The Particular Beauty (La belleza excepcional)
- 17. The Last Coop of All (El último “coop”)